# Chiesa di San Pietro a Quaracchi
La chiesa di San Pietro a Quaracchi è un luogo di culto cattolico che si trova in via San Piero a Quaracchi, nella periferia ovest di Firenze.

## Storia
Documentata nell'anno 866 (e dunque la più antica chiesa della zona), ha subito nel tempo profonde trasformazioni (nel 1750 e nel 1935) conservando esigue tracce dell'originaria struttura. Ne ebbero il patronato numerose importanti famiglie fiorentine come i da Castiglione, i Pilli, i Corsini, i Capponi; i Meucci, nel Cinquecento fu anche commenda dell'Ordine di Malta. Subì gravi danni durante la seconda guerra mondiale e venne restaurata nel 1962 dall'architetto Marcello Peruzzi, che la riportò alle sue linee originarie.

## Descrizione
La facciata della chiesa è a capanna, con paramento murario in blocchi di pietra squadrati. Essa è preceduta da un portico cinquecentesco costituito da una tettoia a spiovente poggiante su due colonne tuscaniche. Nella parte superiore della facciata si apre un rosone circolare.
L'interno della chiesa è a navata unica coperta con volta a botte ribassata affrescata a cassettoni; sulla parete di sinistra, entro una nicchia ogivale, sopra un altare laterale, si trova un affresco con Sant'Antonio Abate in trono e santi, datato 1428 e riferibile a Bicci di Lorenzo. Un arco a tutto sesto decorato con un festone in stucco divide la navata dall'abside; quest'ultima è a pianta quadrangolare, con volta a vela affrescata, ed ospita il presbiterio, delimitato da una balaustra, ove trovano luogo l'altare maggiore, il fonte battesimale e il tabernacolo.

## Altre immagini

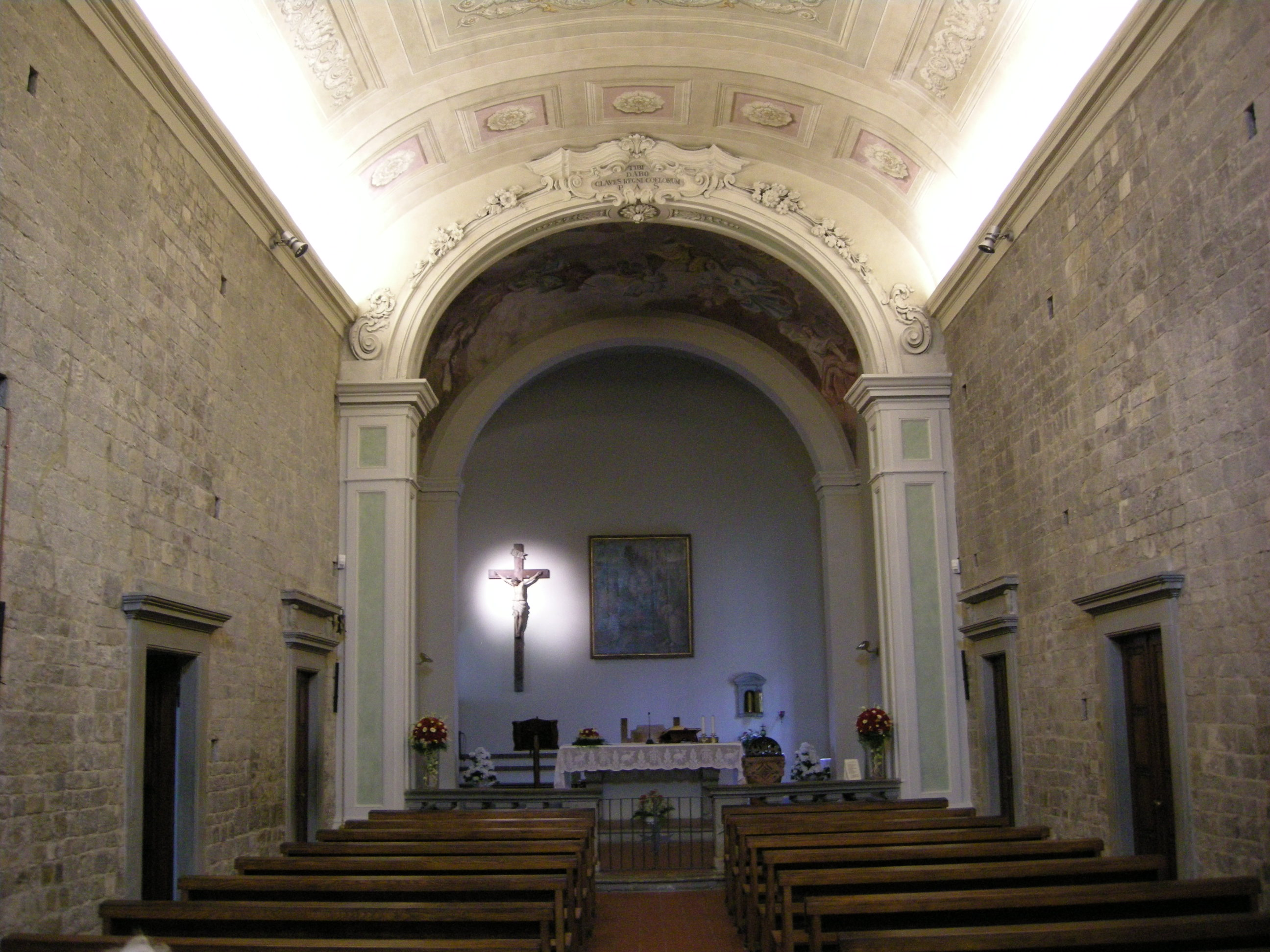
Interno
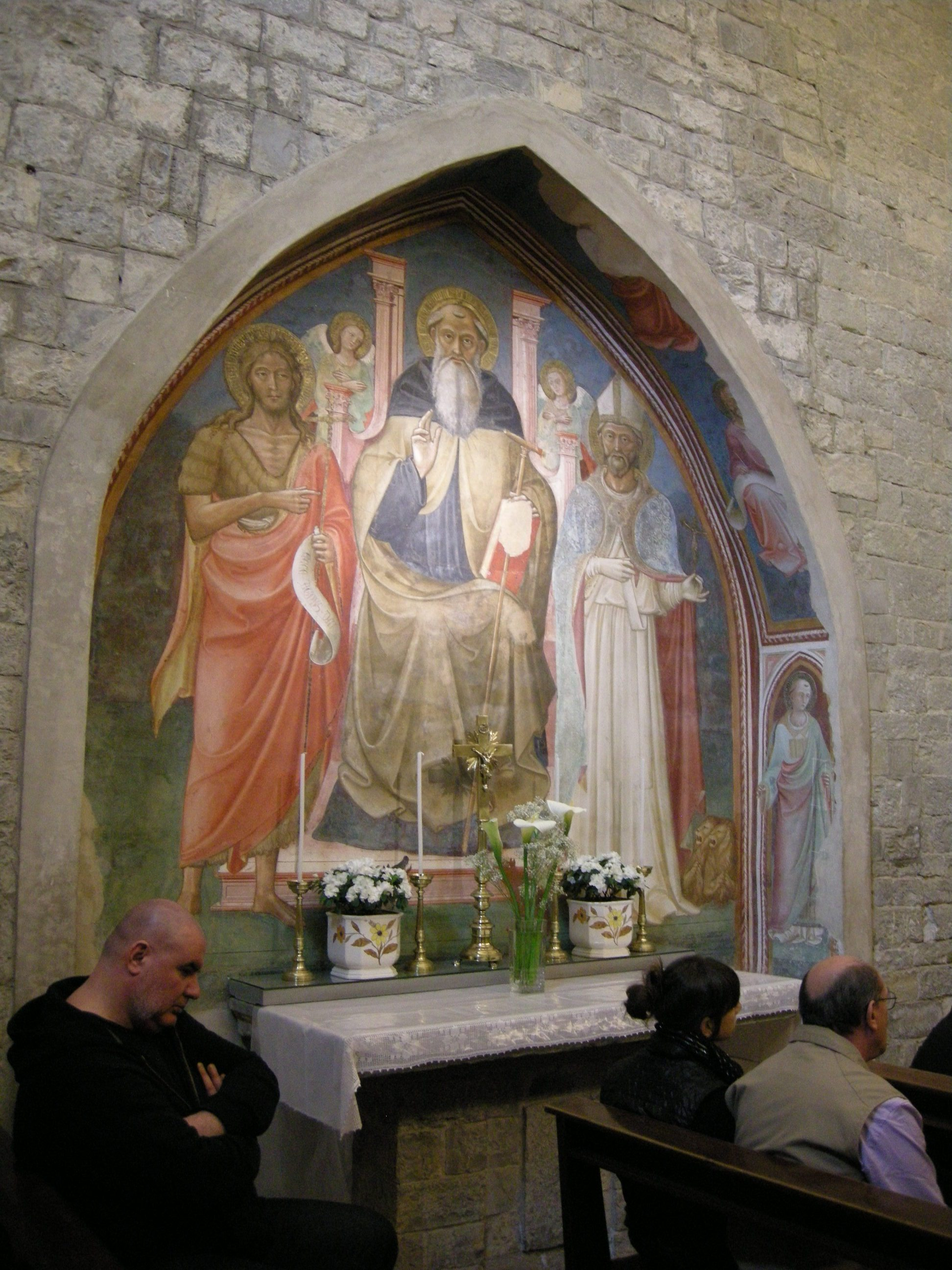
Affresco di Bicci di Lorenzo o di Stefano d'Antonio
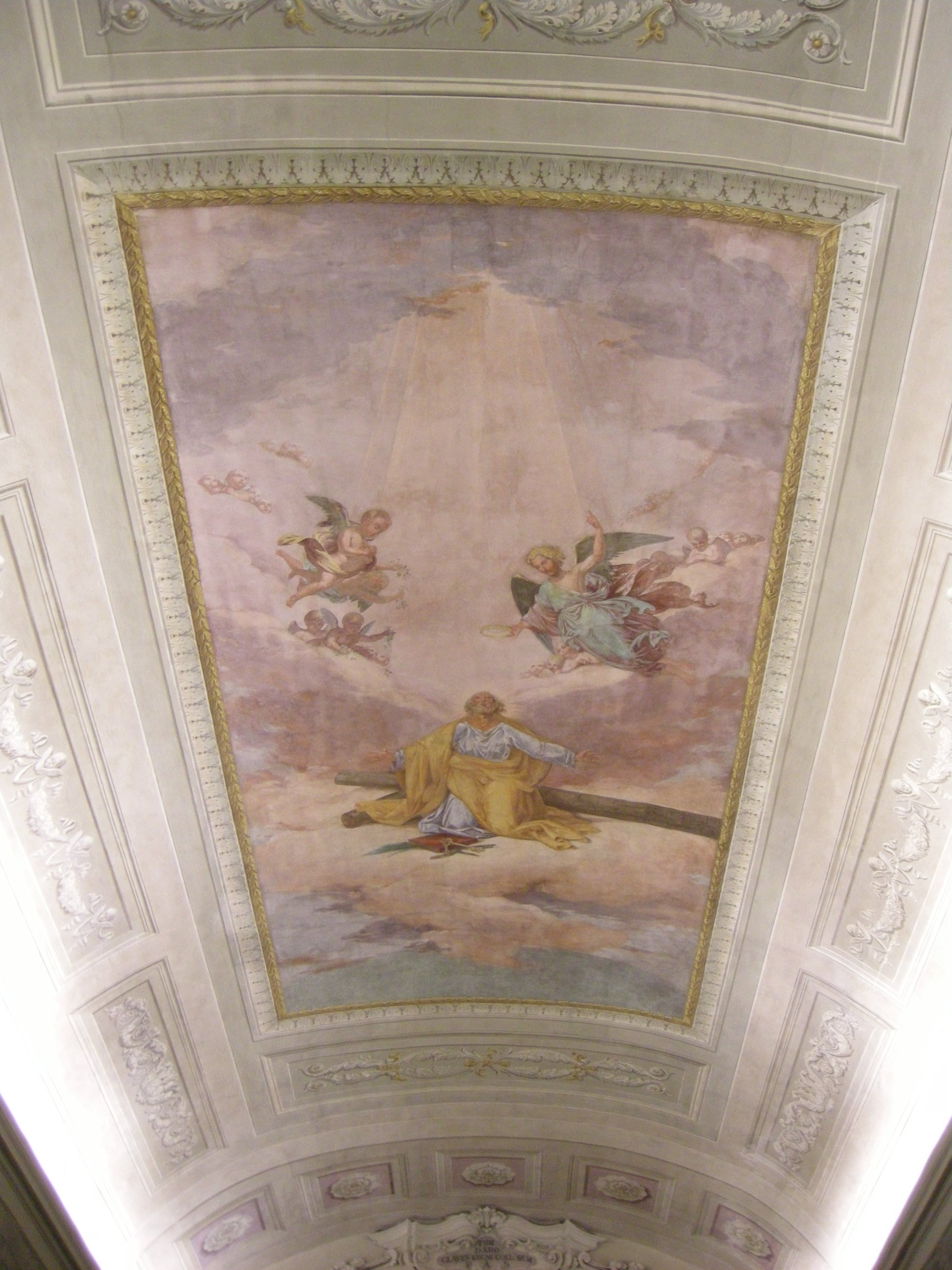
Affresco sulla volta
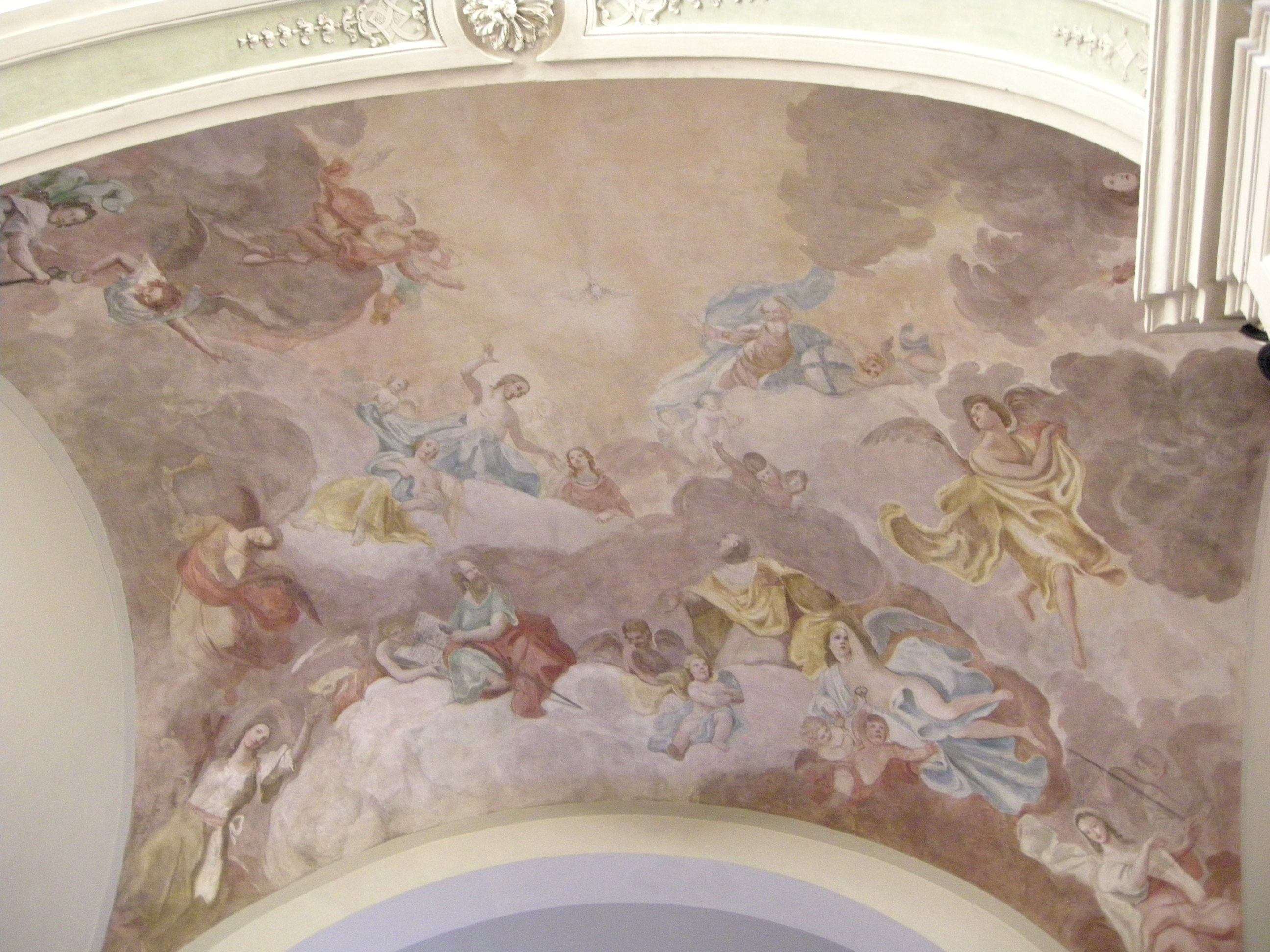
Affresco sulla volta